# Megapolystoechus magnificus
Megapolystoechus magnificus là một loài côn trùng thuộc bộ Neuroptera. Loài này được Tillyard miêu tả năm 1933.